# Gouvernement Jules Dufaure (3)
Troisième République
Gouvernement Louis Buffet Gouvernement Jules Dufaure IV
Le troisième gouvernement Jules Dufaure est le gouvernement de la Troisième République en France du 23 février au 9 mars 1876.

## Nominations du 23 février 1876
| Fonction | Fonction                  | Image | Nom           | Parti politique          |
| -------- | ------------------------- | ----- | ------------- | ------------------------ |
|          | Vice-président du Conseil |       | Jules Dufaure | Républicain conservateur |

| Fonction | Fonction                                                         | Image | Nom                                      | Parti politique          |
| -------- | ---------------------------------------------------------------- | ----- | ---------------------------------------- | ------------------------ |
|          | Ministre de l’Intérieur par intérim                              |       | Jules Dufaure                            | Républicain conservateur |
|          | Ministre des Affaires étrangères                                 |       | Louis Decazes                            | Orléaniste               |
|          | Ministre de la Justice                                           |       | Jules Dufaure                            | Républicain conservateur |
|          | Ministre des Finances                                            |       | Léon Say                                 | Centre gauche            |
|          | Ministre de l'Agriculture et du Commerce                         |       | Camille de Meaux                         | Orléaniste               |
|          | Ministre de la Guerre                                            |       | Ernest Courtot de Cissey                 | Orléaniste               |
|          | Ministre de la Marine et des Colonies                            |       | Louis Raymond de Montaignac de Chauvance | Orléaniste               |
|          | Ministre de l'Instruction publique, des Beaux-arts et des Cultes |       | Henri Wallon                             | Républicain conservateur |
|          | Ministre des Travaux publics                                     |       | Eugène Caillaux                          | Orléaniste               |
|          | Sous-secrétaire d'État à l'Intérieur                             |       | Albert Desjardins                        | Orléaniste               |
|          | Sous-secrétaire d'État aux Finances                              |       | Louis Passy                              | Orléaniste               |

## Fin du gouvernement et passation des pouvoirs
Le 9 mars 1876, Jules Dufaure remit la démission du gouvernement au président de la République, Patrice de Mac-Mahon.
Le 9 mars 1876, Patrice de Mac-Mahon nomma Jules Dufaure à la présidence du Conseil.

## Bilan des actions du gouvernement
Il continue à s'opposer aux radicaux dont il fait avorter toutes les propositions d'amnistie en faveur des communards.
Il fait lever l'état de siège dans les quatre derniers départements où il subsiste.
En se fondant sur l'exemple des auditeurs au Conseil d'État, il moralise le recrutement des magistrats en instituant un concours.